# Ješek z Boskovic
Ješek z Boskovic († 1362), též Jan z Boskovic, byl moravský šlechtic z rodu pánů z Boskovic.

## Život
Jeho otcem byl Arkleb z Boskovic, Ješkovými sourozenci byli Lambert, Beneš a Artleb. 
Ješek byl významným moravským pánem, roku 1333 se účastnil bitvy u rakouského města Laa, kde vedl moravské a opavské praporce. Byl významnou osobností na dvoře moravského markraběte Jana Jindřicha. Roku 1353 byl zvolen nejvyšším komorníkem moravského zemského soudu. Za Ješka z Boskovic došlo k rozmnožení statků rodu pánů z Boskovic. Ješek získal např. hrad v Černé Hoře.

### Manželství a potomstvo
Ješek z Boskovic měl za manželku Annu Mezeříčskou z Lomnice. Měl 5 potomků:
- Oldřich z Boskovic – pokračovatel boskovické linie
- Tas z Boskovic na Brandýse (Protas) – majitel hradu Brandýs nad Orlicí, jeho syn Oldřich vlastnil hrad Svojanov
- Vaněk – majitel hradu Černá Hora, zemřel v mladém věku bezdětný
- Ješek – kanovník v Olomouci, hofmistr na biskupském hradě v Kroměříži
- Perchta – abatyše na Starém Brně

Ješek z Boskovic zemřel roku 1362.